# Zdzisław Stanisław Błaszczyk
Zdzisław Stanisław Błaszczyk (* 8. August 1969 in Gdów, Polen) ist ein polnischer Geistlicher und römisch-katholischer Weihbischof in Rio de Janeiro.

Wappen von Zdzislaw Stanislaw Blaszczyk

## Leben
Zdzisław Stanisław Błaszczyk wurde am 8. Mai 1993 zum Diakon geweiht und empfing am 14. Mai 1994 in der Wawel-Kathedrale durch den Erzbischof von Krakau, Franciszek Kardinal Macharski, das Sakrament der Priesterweihe.
Am 4. Dezember 2019 ernannte ihn Papst Franziskus zum Titularbischof von Aulona und zum Weihbischof in Rio de Janeiro. Der Erzbischof von Rio de Janeiro, Orani João Kardinal Tempesta OCist, spendete ihm am 25. Januar 2020 in der Catedral Metropolitana de São Sebastião de Rio de Janeiro die Bischofsweihe; Mitkonsekratoren waren der emeritierte Erzbischof von Krakau, Stanisław Kardinal Dziwisz, und der Weihbischof in Rio de Janeiro, Roque Costa Souza.